# Dolichopus marginatus
Dolichopus marginatus är en tvåvingeart som beskrevs av Aldrich 1893. Dolichopus marginatus ingår i släktet Dolichopus och familjen styltflugor. Inga underarter finns listade i Catalogue of Life.